# Керчь (эсминец)
«Керчь» — эскадренный миноносец типа «Фидониси», принадлежавший к числу эскадренных миноносцев типа «Новик».

## История службы
Зачислен в списке судов Черноморского флота 2 июля 1915 года. Заложен на стапеле завода «Наваль» 29 октября 1915 года, спущен на воду 18 мая 1916 года. После завершения в начале марта 1917 года швартовочных испытаний перешёл из Николаева в Севастополь для окончательной достройки и приёмных испытаний. 25 мая 1917 года эскадренный миноносец «Керчь» был принят в состав 3-го дивизиона Минной бригады Черноморского флота.
В июле 1917 года эскадренный миноносец совершил 1 боевой выход для выполнения минной постановки. 16 декабря 1917 года корабль вошёл в состав советского Черноморского флота. В январе 1918 года принимал участие в установлении советской власти в Ялте и Феодосии, боях против румынских войск в устье Дуная. В феврале участвовал в карательной экспедиции в Новороссийск, в ходе которой было расстреляно 42 офицера, а затем вернулся в Севастополь. После предъявления германским командованием 25 апреля 1918 года ультиматума советскому правительству о сдаче Черноморского флота «Керчь» 29 апреля 1918 года вместе с частью кораблей ушёл из Севастополя и 1 мая прибыл в Новороссийск.

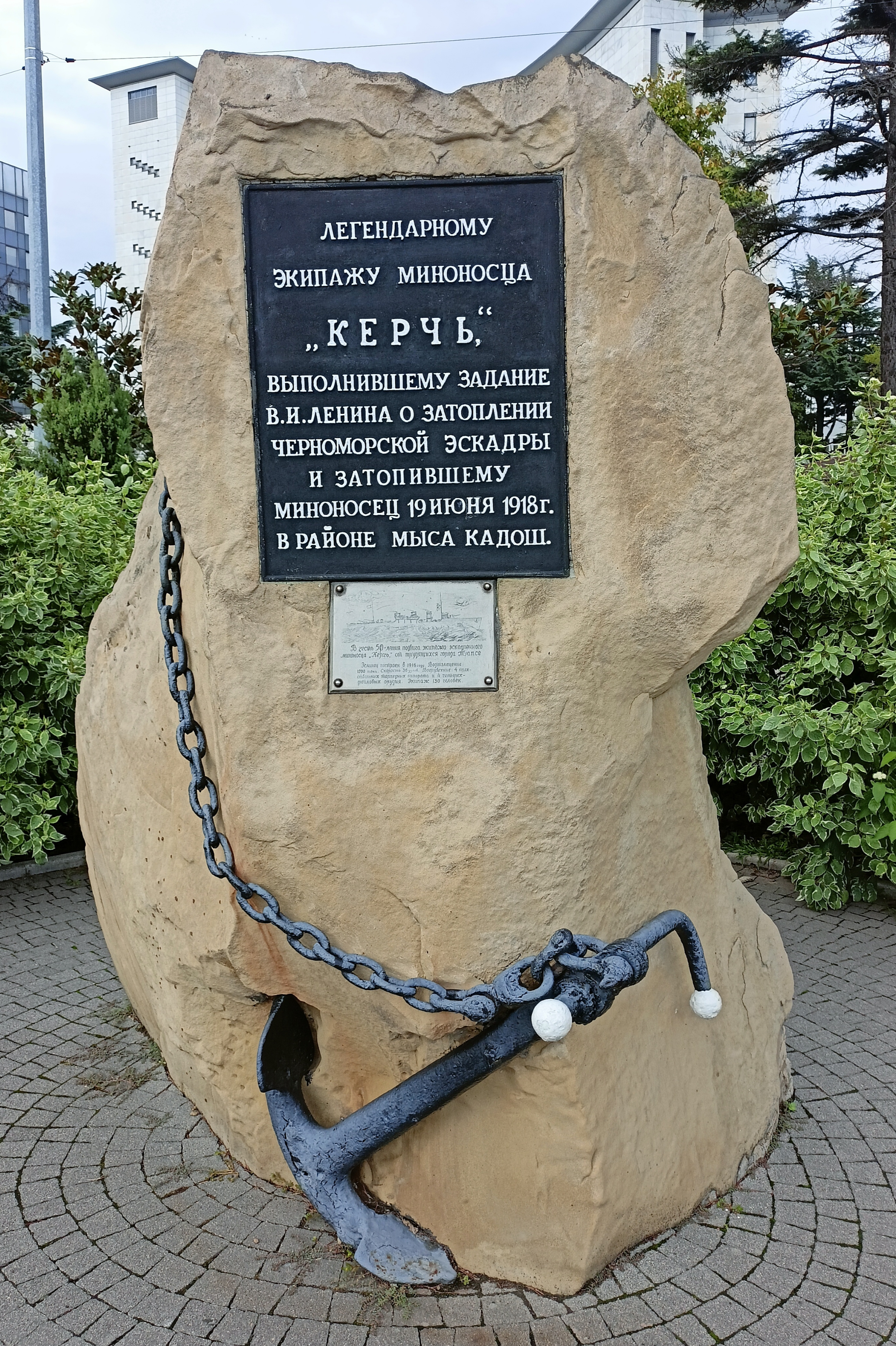
Памятный знак в Туапсе.

18 июня 1918 года по решению советского правительства для избежания захвата германскими войсками кораблей ЧФ, эскадренный миноносец «Керчь» торпедами затопил находящиеся в Цемесской бухте линкор «Свободная Россия» и эсминец «Фидониси», после чего ушёл в Туапсе, где 19 июня был затоплен экипажем у Кадошского маяка в трёх милях от входа в Туапсинский порт (на глубине 27 метров). Корабль затонул кверху дном.
Предпринятая 22 ноября 1929 года ЭПРОНом попытка осуществить подъём корабля оказалась неудачной (корпус эсминца перерезало на несколько частей понтонными стропами). Средняя часть корпуса «Керчи» (с машинным отделением) была поднята ЭПРОНом в 1932 году. Турбины эсминца после ремонта на протяжении длительного времени работали на Туапсинской электростанции. Оставшиеся на дне обломки корабельного корпуса, лучше всего из которых сохранилась кормовая часть, продолжают оставаться неподнятыми с морского дна.

## Факты
Именно с эсминца «Керчь», вслед уходящим в Севастополь кораблям Черноморского флота, был передан в эфир, ставший впоследствии знаменитым сигнал «Судам идущим в Севастополь-Позор изменникам Родины!»[значимость факта?]

## Командиры
- капитан 2-го ранга А. Д. Варенов (20.12.1916 - 07.1917);
- старший лейтенант Г. Н. Никитенко (07.1917 - 01.1918);
- капитан 2-го ранга Н. Д. Каллистов 09.1917 Врид командира;
- старший лейтенант Кукель В. А. (29.03.1918 - 19.06.1918)[5].